# Anne Rheinheimer
Anne Rheinheimer (* 26. Februar 1993 in Kaiserslautern) ist eine deutsche Fußballspielerin.

## Karriere
Rheinheimer wechselte Anfang 2010 vom Regionalligisten SC Siegelbach zum Bundesligisten 1. FFC Frankfurt. Am 5. April 2010 gelang ihr in einem Spiel gegen den ASV Hagsfeld ihr erstes Tor für Frankfurts zweite Mannschaft. Ihr Profi-Debüt für den FFC hatte Rheinheimer am 6. März 2011 im Spiel gegen den Hamburger SV, als sie kurz vor Ende der Partie für Meike Weber eingewechselt wurde. In der Saison 2011/12 stand sie nicht mehr im Kader der ersten Frankfurter Mannschaft. Nach zweieinhalb Jahren beim FFC wechselte Rheinheimer im Sommer 2012 zum Zweitligisten TSG 1899 Hoffenheim und unterschrieb dort einen Vertrag bis zum 30. Juni 2014. Nach Ablauf des Vertrages verließ sie Hoffenheim.